# کربی ماکسلو
کربی ماکسلو (به انگلیسی: Kirby Muxloe) یک روستا و محله مدنی در بریتانیا است که در Blaby واقع شده‌است. کربی ماکسلو ۴٬۶۶۷ نفر جمعیت دارد.